# Egmont Websky

Egmont Websky. Radierung von H. Wolff

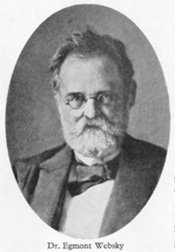
Egmont Websky

Egmont Websky (* 17. Juli 1827 in Wüstegiersdorf, Landkreis Waldenburg, Provinz Schlesien; † 26. Februar 1905 in Breslau) war ein deutscher Textilfabrikant und Reichstagsabgeordneter.

## Herkunft
Seine Eltern waren der Gutsherr auf Wüste-Giersdorf und Textilfabrikant Martin Websky († 14. Januar 1869) und Karoline Friederike Kramsta († 2. Januar 1872). Sein Vater war Kommerzienrat und betrieb einen Großhandel mit Leinen, die Hauptertragsquelle der Bewohner im südlichen Niederschlesien. Egmont Websky war das dritte von sechs Kindern. Sein Bruder Martin Websky (1824–1886) wurde Professor der Mineralogie. Sein 1888 geadelter Bruder Julius (''Justus'') von Websky (1834–1909) war evangelischer Theologe, Schriftsteller sowie Gutsbesitzer in Schwengfeld bei Schweidnitz, dessen jüngerer Sohn Viktor von Websky-Karlsdorf-Weinberg (1869–1952) wiederum letzter Präsident der Deutschen Landwirtschafts-Gesellschaft. Seine anverwandte Magdalene Websky heiratete Wilhelm Hirt, Sohn des Verlegers Ferdinand Hirt. Sie ist die Mutter der Margarete Gräfin Keyserlingk, geborene Hirt; Gutsbesitzerin in Cammerau.

## Leben und Wirken
Egmont Websky kam von einem Berliner Gymnasium nach Breslau auf das Maria-Magdalenen-Gymnasium, wo er 1847 die Reifeprüfung ablegte. Nachdem er zunächst zwei Jahre als Landwirt tätig gewesen war, studierte er von 1849 bis 1853 in Berlin Naturwissenschaften. Mit der Arbeit De oleo Brassicae Napi promovierte er abschließend zum Dr. phil.
Zusammen mit seinem Vater gründete er eine moderne Mechanische Weberei für Leinen- und Baumwollstoffe. Er war weder Kaufmann noch Techniker, aber er verstand es, den Anforderungen des neuen Unternehmertyps gerecht zu werden, der mit der Entstehung neuer Wirtschaftsformen in der Mitte des 19. Jahrhunderts gefragt war. Egmont Websky erkannte schon früh die Verantwortung des Unternehmers auch gegenüber seinen Mitarbeitern. So führte er bereits vor der gesetzlichen Regelung für Fabrikkrankenkassen (1857) eine Unterstützungskasse für seine Arbeiter ein. Diese entwickelte sich so gut, dass er sogar den Frauen während einer sechswöchigen Niederkunftsperiode den vollen Lohn weiter zahlen konnte. Nach der Erweiterung der Leistungen auf eine Unfallversicherung folgte 1869 eine Invaliden- und Sterbekasse. 1867 wurde auch eine Spielschule für Kinder ins Leben gerufen, die bei 350 Arbeitnehmern bereits 1875 etwa 50 Kinder aufnehmen konnte. Dem Wohnungsproblem seiner Leute begegnete er durch das Bauen von Häusern und Gewährung von Darlehen zum Erwerb ihrer Weberhäuschen. Ein „Erholungshaus“ wurde errichtet, ein Armenhaus und das „Katharinenheim“ (benannt nach seiner Frau), in denen Textilarbeiterinnen Erholung und Pflege fanden.
Diese Leistungen brachten nicht nur ihm das Vertrauen seiner Arbeiter, sie dienten auch der Allgemeinheit. Denn Websky brachte seine Erfahrungen in die deutsche Sozialgesetzgebung ein, die vielen Ländern zum Vorbild wurde. Er war national-liberaler Reichstagsabgeordneter von 1871 bis 1877 und von 1887 bis 1890. Von einem der Sozialgesetze sagte er einmal unter dem Eindruck der starken Widerstände und Widersprüche: „Es ist ein Gesetz, an das man mit wahrhaft religiöser Begeisterung herangehen muß, um sich von seiner Durchführung nicht abschrecken zu lassen.“ Von 1889 bis zu seinem Tode war der inzwischen zum Geheimen Kommerzienrat ernannte Egmont Websky Mitglied des Preußischen Staatsrates. Den selten verliehenen Wilhelm-Orden erhielt er „für hervorragende Verdienste um die Wohlfahrt und Veredelung des Volkes im Allgemeinen sowie in Sonderheit auf sozialpolitischem Gebiet.“
Mit der Gründung der Landesversicherungsanstalt für Schlesien (1890) wurde er deren Vorsitzender; in gleicher Position hatte er den Zusammenschluss der schlesischen Textilberufsgenossenschaft bewirkt. 1881 initiierte er die Erste schlesischen Gewerbe- und Industrieausstellung in Breslau, die ein großer Erfolg wurde. Seit 1874 war er Vorsitzender des Schlesischen Zentral-Gewerbevereins. Als Zweiter Vorsitzender des Vereins für das Museum Schlesischer Altertümer (von 1895 bis 1899) war er die treibende Kraft für das Entstehen des „Schlesischen Museums für Kunstgewerbe und Altertümer“. Egmont Websky lebte und wirkte nach dem Grundsatz, den er 1869 so formuliert hatte: „Jede Kräftigung des Gemeindelebens, die Stärkung des Bewusstseins, dass ich nicht allein, sondern für einen bestimmten Kreis meiner Mitmenschen mit lebe, halte ich wirklich für die Basis des Bewusstseins unserer Zeit.“